# يورو-ريتسوريو
يورو-ريتسوريو (باليابانية: 養老律令) أو دستور يوريو كان أحد القوانين التي طبقت في الحكم في فترة نارا من تاريخ اليابان، وقد وضع في عام 718.
يعتبر دستور يوريو هو تعديل للدستور الذي سبقه وهو تايهو-ريتسوريو، بدأ العمل بكتابة الدستور على يد فوجيوارا نو فوهيتو، إلا أن العمل به توقف مع وفاته في عام 720، ثم أعيد تطبيق الدستور بشكل جدي مرة أخرى في عام 757 عند استلام فوجيوارا نو ناكامارو الحكم في فترة الإمبراطورة كوكين.